# Kamisese Mara
Ratu Sir Kamisese Mara (Lomaloma, 6 de mayo de 1920-Suva, 18 de abril de 2004) fue un político de Fiji, que se desempeñó como Ministro Principal de 1967 a 1970, cuando Fiji obtuvo su independencia del Reino Unido y, aparte de un breve interrupción en 1987, como primer Primer Ministro de 1970 a 1992. Posteriormente se desempeñó como Presidente de 1993 a 2000. Se le considera el padre fundador de la nación moderna de Fiji.

## Trayectoria
Nacido en una familia noble (Tui Nayau) y real, estudió en el Sacred Heart College en Auckland, luego historia en Oxford en el Reino Unido, el poder colonial de Fiji. Luego completó un doctorado en la London School of Economics.
Fundó el Alliance Party (Partido de la Alianza, etnia fiyiana) y negoció en Londres con Sidiq Koya, líder del Partido de la Federación Nacional (NFP, representante de los indofiyanos). Llegó a un compromiso con la comunidad de origen indio: fiyianos e indofiyianos tendrían tantos diputados en la Cámara de Representantes (22 cada uno) y ocho para europeos y otras minorías. La mitad de los diputados serían elegidos por su comunidad, la otra mitad por sufragio universal. Este compromiso permitió a Fiji obtener la independencia en 1970, con la reina Isabel II todavía como jefa de estado.
Mara fue el primer jefe de gobierno de Fiji desde 1970 hasta 1987 gracias a los éxitos del Partido Alianza, pero también a las divisiones dentro del NFP. La Alianza y la Mara fueron derrotadas en las elecciones de 1987 por una lista multiétnica encabezada por el Doctor Timoci Bavadra. El retiro político de Mara se verá truncado. Estuvo llamado a elevar la economía y el prestigio de Fiji después de los dos golpes de Estado del teniente coronel Sitiveni Rabuka. Cinco años más tarde, Mara entrega el poder a un gobierno electo, pero los indo-fiyianos lo culpan por las leyes de 1990 que favorecen a los llamados indígenas fiyianos.
Fiyi rompió sus lazos con el Reino Unido y en 1987 se proclamó la República de Fiyi. En 1993, Mara fue designado Presidente de la República por el Gran Consejo de Jefes, y fue proclamado poco después con el titular incapacitado. El 19 de mayo de 2000, el extremista fiyiano George Speight y hombres armados toman como rehenes al parlamento y al gobierno. Mara se niega a renunciar a la presidencia y asume plenos poderes. Fue secuestrado a bordo de un buque de guerra el 28 de mayo, escoltado a su isla natal de Lakeba y obligado a dimitir. Josefa Iloilovatu fue nombrado Presidente de la República en su reemplazo.
Tras la derrota de los golpistas, a sus 80 años, el hombre que encarnó el poder en Fiyi decidió no volver a ser presidente pese a una sentencia del Tribunal Supremo de Fiyi declarando la inconstitucionalidad de su dimisión. Firmó una renuncia retroactiva fechada el 29 de mayo. Mara murió el 18 de abril de 2004 en Suva. Tras su muerte, continúa la investigación sobre los golpistas. Estaba casado y tenía cinco hijas y dos hijos.